# 橘港
橘港（たちばなこう）は徳島県阿南市にある港湾である。港湾法上の重要港湾である。港湾管理者は徳島県。また、徳島県によって拠点港(防災拠点港)に指定されている。

## 歴史
徳島県東部海岸線の中部の橘湾は、冬場の偏西風は剣山山系、台風の波浪は南に突き出た蒲生田岬により遮蔽される、天然の良港を形成する。古くから貨客船や漁船の出入りが多く、昭和初期からは阪神地方と高知県方面との中継港として賑わいを見せた。1950年からは港湾改修事業が行われ、1959年度までに公共物揚場が整備された。1963年には四国電力阿南発電所が操業を開始した。1964年に徳島地域が新産業都市に指定されたことを受け、1965年に西浜地区公共埠頭が整備され、幸野地区で1967～69年度に造成された工業用地には日本電工（現 新日本電工）が進出。昭和40年代後半には小勝島周辺に造船所の誘致計画が持ち上がったが、1973年のオイルショックに端を発する造船不況のため中止となり、のちに石炭火力発電所が建設された。四国電力橘湾発電所と電源開発橘湾火力発電所は、いずれも2000年に営業運転を開始している。

## 埠頭
刈又埼と見能林の間の東に開けた湾に、北岸東から大潟地区、幸野地区、西浜地区、中浦地区があり、大潟地区と幸野地区の間の入り江の奥は伊島への連絡船の船着き場のある答島地区である。小勝島は幸野地区の対岸に位置する。
大潟地区と隣接する新浜地区は阿南市により大潟新浜工業団地が造成され、2001年度に大潟地区公共埠頭に延長100m・水深5.5mの耐震強化岸壁と、延長60m・水深5mの岸壁が供用開始した。幸野地区には石油火力発電所の四国電力阿南発電所と合金鉄メーカーの新日本電工徳島工場が立地し、新日本電工の原材料の輸入のため2万トンの専用桟橋が整備された。1965年度から整備された西浜地区の公共埠頭は老朽化が進み、県により再整備が行われている。中浦地区には1978年度から公共埠頭と緑地が整備され、1993年に完成した緑地は第48回国民体育大会（東四国国体）のホッケー会場として使われた。答島地区は旅客船だけでなく石灰石の受け入れも行われる。

## 取扱品目
2020年度の取扱貨物量は9,884,480トンで、外貿輸入8,336,590トン、輸出66,069トン、内貿移入438,094トン、移出1,043,727トンであった。輸入貨物のうち94%を発電用石炭が占めるほか、新日本電工徳島工場でフェロマンガンの原料として使用されるマンガン鉱石が年間約40万トン、南アフリカ共和国とオーストラリアから輸入される。輸出品目は約6割が窯業品、4割が金属鉱で占められている。
2018年度の統計によると、答島地区で荷受けされる石灰石は8.9万トンで、徳島県内の取扱量9.3万トンのうち95.6%。西浜地区物揚げ場で取り扱われる砂利・砂は、県内総取扱量35万トンのうち22.9%に相当する約8万トンであった。

## 旅客航路
阿波橘駅にほど近い、津乃峰町の答島地区（答島港）と伊島を結ぶ連絡船が1日3往復運航している。
- 橘港区域内の答島港
- 答島港の伊島連絡船待合所
- 伊島連絡事業の旅客船「みしま（美島）」